# CargoBeamer
CargoBeamer es un operador ferroviario de transporte intermodal de mercancías con sede en Leipzig, Alemania. Se especializa en el transporte no acompañado de semirremolques por ferrocarril. También fabrica vagones plataforma en Erfurt.

## Historia
Hans-Jürgen Weidemann, Michael Baier y Fritz Merk comenzaron a desarrollar la idea en 1998 y en 2003 crearon la empresa en Bautzen. Con subvenciones del Estado Libre de Sajonia consiguen fabricar el primer vagón en 2009, y en 2010 se trasladan a Leipzig.